# 九戸村

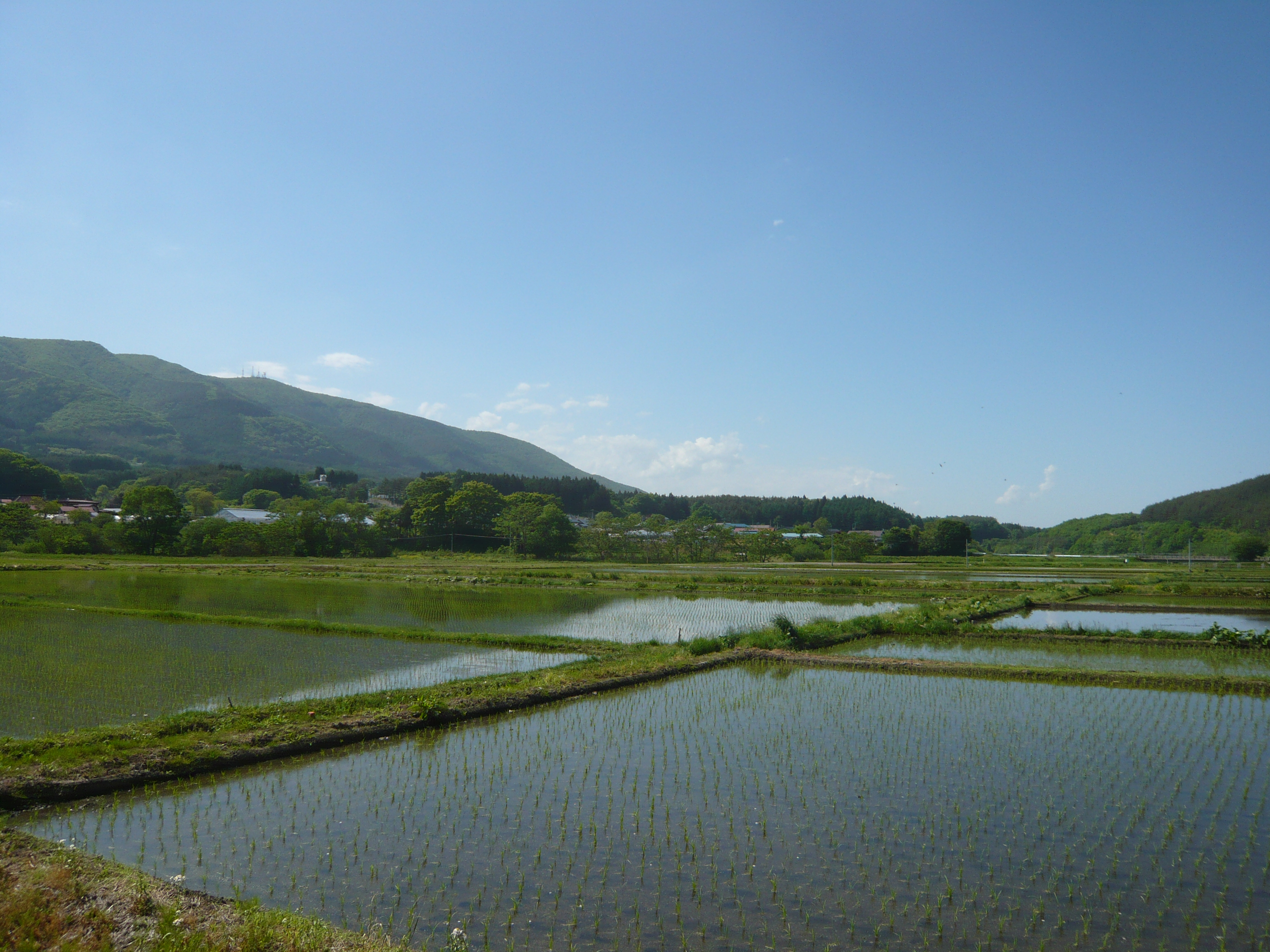
九戸村の水田

九戸村（くのへむら）は、岩手県の北部に位置する村。1955年（昭和30年）に戸田村、伊保内村、江刺家村の合併により成立した。

## 地理
町の中央を概ね南北方向に瀬月内川が流れ、その西側は急峻な山々と波状丘陵地、東側は小起伏山地に挟まれた盆地となっている。北上山地の丘陵に囲まれているため、谷底平野となっている川沿いの一部を除き、平野部は少ない。

## 歴史
- 1889年（明治22年）4月1日 - 町村制施行に伴い北九戸郡に以下の3村が成立。
  - 戸田村 ← 戸田村，山根村
  - 伊保内村 ← 伊保内村，長興寺村，小倉村，荒屋村，雪谷村
  - 江刺家村 ← 江刺家村，山屋村
    - 旧荒屋村は伊保内村大字荒谷となる。
- 1897年（明治30年）4月1日 - 北九戸郡が南九戸郡と合併して九戸郡となる[2]。
- 1950年（昭和25年） ころ - 伊保内村大字雪谷が雪屋と書かれるようになる。
- 1955年（昭和30年）4月1日 - 戸田村、伊保内村、江刺家村が合併し、九戸村が発足。

九戸城はこの地域ではなく、二戸市に存在する。これは「九戸氏の居城」といった意味合いである。九戸郡の要塞としては現九戸村役場庁舎の背後にある山「熊野館」が候補地として有力である。

### 人口
| |                                        |  |
| 九戸村と全国の年齢別人口分布（2005年） | 九戸村の年齢・男女別人口分布（2005年） |  |
| ■紫色 ― 九戸村 ■緑色 ― 日本全国 | ■青色 ― 男性 ■赤色 ― 女性              |  |
| 九戸村（に相当する地域）の人口の推移 \| 1970年（昭和45年） \| 8,775人 \| \| \| 1975年（昭和50年） \| 8,912人 \| \| \| 1980年（昭和55年） \| 8,496人 \| \| \| 1985年（昭和60年） \| 8,073人 \| \| \| 1990年（平成2年） \| 7,985人 \| \| \| 1995年（平成7年） \| 7,727人 \| \| \| 2000年（平成12年） \| 7,324人 \| \| \| 2005年（平成17年） \| 6,974人 \| \| \| 2010年（平成22年） \| 6,507人 \| \| \| 2015年（平成27年） \| 5,865人 \| \| \| 2020年（令和2年） \| 5,378人 \| \| |                                        |  |
| 総務省統計局 国勢調査より |                                        |  |
| 1970年（昭和45年） | 8,775人                                |  |
| 1975年（昭和50年） | 8,912人                                |  |
| 1980年（昭和55年） | 8,496人                                |  |
| 1985年（昭和60年） | 8,073人                                |  |
| 1990年（平成2年） | 7,985人                                |  |
| 1995年（平成7年） | 7,727人                                |  |
| 2000年（平成12年） | 7,324人                                |  |
| 2005年（平成17年） | 6,974人                                |  |
| 2010年（平成22年） | 6,507人                                |  |
| 2015年（平成27年） | 5,865人                                |  |
| 2020年（令和2年） | 5,378人                                |  |

平成27年国勢調査より前回調査からの人口増減をみると、9.87％減の5,865人であり、増減率は県下33市町村中27位。

## 教育

### 小学校
- 九戸村立九戸小学校
- →閉校した小学校は「岩手県小学校の廃校一覧#九戸村」を参照

### 中学校
- 九戸村立九戸中学校
- →閉校した中学校は「岩手県中学校の廃校一覧#九戸村」を参照

### 高校
- 岩手県立伊保内高等学校

## 名所・旧跡・みどころ
折爪岳
折爪岳山頂付近にはヒメボタルが多数生息しており、毎年夏には100万匹以上のホタルが夜を舞う。村民有志による環境整備活動により、全国から多数のカメラマンがホタルの撮影に訪れる。折爪岳のヒメボタル観賞会は、毎年７月中頃に行われる。

## 交通

### 鉄道
村内を鉄道路線は通っていない。鉄道を利用する場合の最寄り駅は、JR東日本東北新幹線およびIGRいわて銀河鉄道いわて銀河鉄道線の二戸駅。

### バス
- 岩手県北自動車
- JRバス東北（スワロー号）

### 道路

#### 高速道路
- E4A 八戸自動車道
  - 九戸IC

#### 一般道路

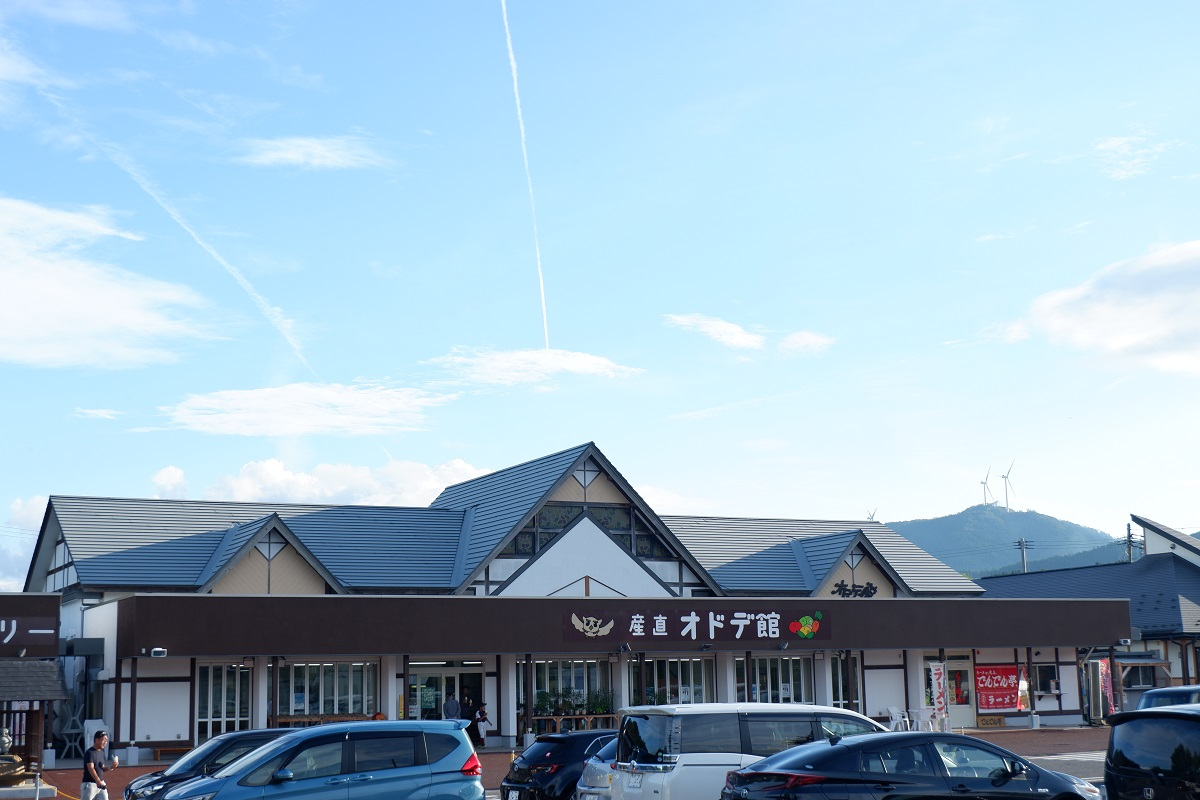
道の駅おりつめオドデ館

- 国道
  - 国道340号
- 主要地方道
  - 岩手県道5号一戸山形線
  - 岩手県道22号軽米九戸線
    - 道の駅おりつめ

  - 岩手県道24号二戸九戸線
- 一般県道
  - 岩手県道271号姉帯戸田線
  - 岩手県道272号戸田荷軽部線

## 産業等
甘茶の生産
日本でも有数の甘茶の産地（アマチャズルではない。）

### 木炭の生産
2005年（平成17年）岩手県は、全国の約4分の1の木炭を生産している。黒炭では軽米町、山形村（現久慈市山形町）についで、九戸村は第3位。

### ブロイラーの生産
1999年（平成11年）ブロイラーの総生産額日本一の岩手県。その中で生産量が多いのが九戸村。
2001年（平成13年）の「食鳥処理場調査」によると、鶏肉（ブロイラー）の生産量では、宮崎県、鹿児島県についで岩手県は第3位。

### 直木賞作家 高橋克彦原作「天を衝く」
戦国時代の英雄九戸政實を題材とした小説であり、話の舞台にも登場する。

### 南部箒
箒草の栽培から編み上げまでを職人が行い、丁寧に編み込んだ伝統的な箒。畳や絨毯の間の細かいゴミまで掻きだす事ができます。

### 南部箪笥（たんす）
地元に自生する欅や桐を使用した伝統的な家具。釘1本使用しない伝統技術、環境にやさしい漆を使用、が特徴。

### 郵便

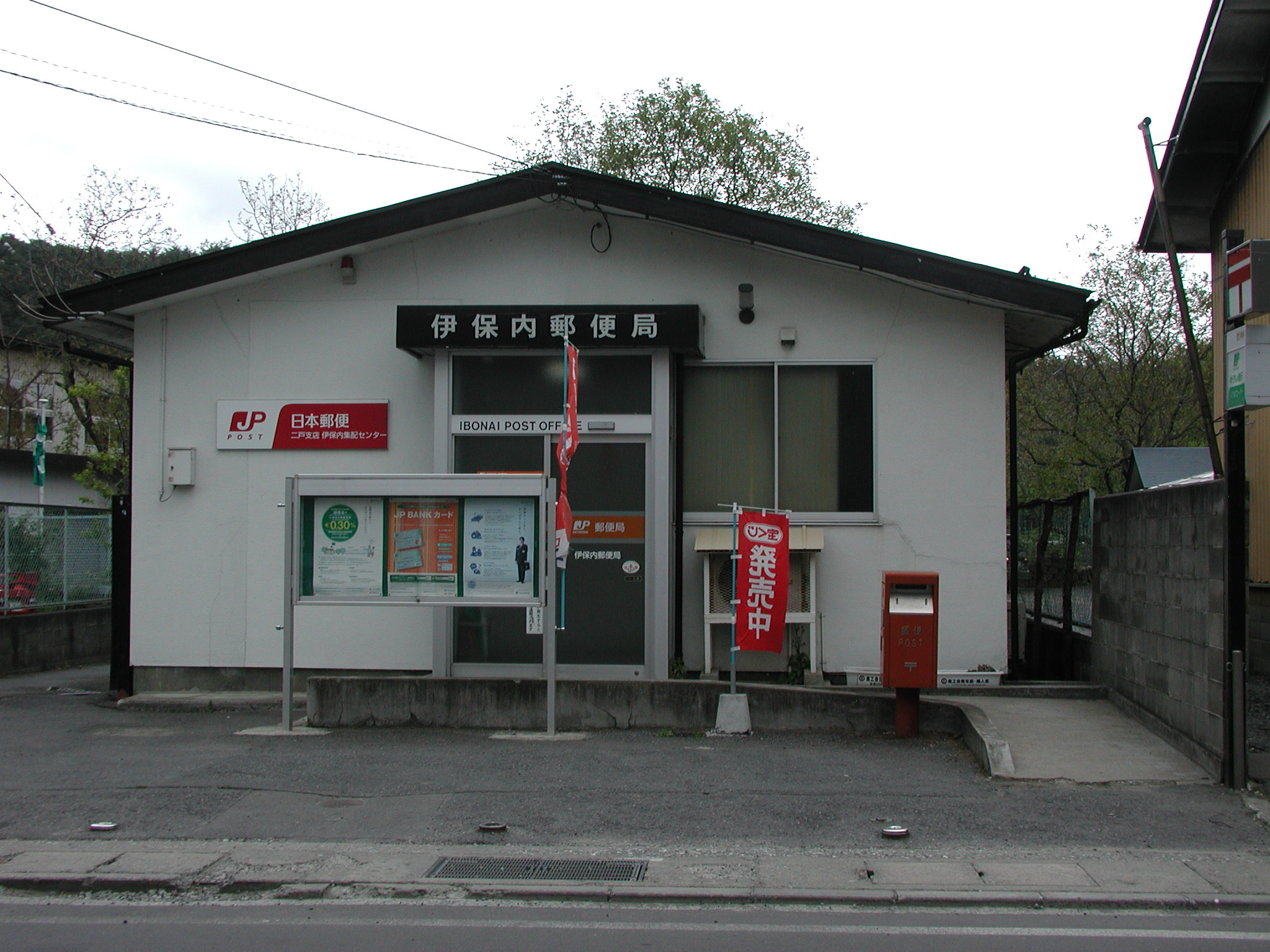
伊保内郵便局

郵便局
- 伊保内郵便局（集配局） (83055)
- 江刺家郵便局 (83205)
- 戸田郵便局 (83232)

## 著名な出身者
- 九戸政実 - 戦国時代の武将。長興寺の生誕との説がある。
- 風張蓮 - 元プロ野球選手（横浜DeNAベイスターズ所属）
- 山本賢一 - 軽米町長
- 石野晶 - 小説家

## ご当地キャラクター（非公認）
- キングオブチキン - 2019年九戸村商工会青年部のアートによる地域活性プロジェクトとして生み出されたご当地キャラクターであり、同キャラクターを使用したアート活動、エンターテインメント等の企画自体も指している。